# Маршове от Селма до Монтгомъри
Маршовете от Селма до Монтгомъри от 1965 г. са три протестни марша, част от движението за избирателни права на афроамериканците от гр. Селма, Алабама. Протестите привличат вниманието върху расовите несправедливости в юга и допринасят значително за приемането на Закона за избирателни права от 1965 г., крайъгълен камък на борбата за Движението за граждански права. Целта на марша, с дължина от 87 км. от малкото градче Селма до щатската столица Монтгомъри, е ясно да изрази желанието на чернокожите да могат да упражняват своето конституционно гарантирано право на глас, въпреки сегрегационистките репресии.
Законодателните органи на южните щати приемат и налагат серия от дискриминационни изисквания и практики, които на практика отнемат гражданските права на милиони чернокожи в юга. Групата за граждански права „Лига на гласуващите в окръг Далас“ (DCVL) стартира кампания за изборна регистрация през 1963 г. Към кампанията се присъединява Студентския ненасилствен координационен комитет (SNCC), които подновяват усилията за регистриране на чернокожите избиратели. Законово това е възможно след Закона за граждански права от 1964 г., но прилагането му среща яростната съпротива на белите бюрократи, които създават практически пречки на чернокожото население да се регистрира. В този контекст, DCVL кани Мартин Лутер Кинг и активисти от Южняшката християнска лидерска конференция (SCLC) да се присъединят към тях. SCLC води със себе си плеяда от известни лидери на движението за граждански права и граждански фигури в Селма през януари 1965 г. Започва местно и регионално протестно движение, което е репресирано от полицията с 3000 ареста към края на февруари.
На 26 февруари 1965 г., активиста и църковен помощник Джими Лий Джексън умира, след като е смъртоносно прострелян от полицай по време на мирен протест в Марион, Алабама. За да обедини усилията на общността, ръководителя на отдела за пряко действие на SCLC Джеймс Бевъл, апелира за марш със забележителна дължина, от Селма до щатската столица Монтгомъри.
Първият марш започва на 7 март 1965 г., организиран на местно ниво от Бевъл, Амелия Бойнтън, и други. Щатската полиция и доброволческа хайка атакуват невъоръжените протестиращи с палки и сълзотворен газ, когато те преминават границата на окръга. Това събитие става известно като Кървавата неделя. Полицаите пребиват Бойнтън до безсъзнание, а снимките, на които тя лежи ранена на моста обикалят света.
Вторият марш започва на 9 март. Протестиращите се изправят срещу полицаи и кавалеристи на границата на окръга, на моста, но когато кавалерията се отдръпва, за да премине марша, Мартин Лутер Кинг повежда маршируващите обратно в църквата. Кинг не позволява марша да започне без да има решение на федерален съд за охраната на протестиращите. Същата вечер, бяла шайка пребива до смърт активиста за граждански права Джеймс Реб, унитариански свещеник от Бостън, дошъл до Селма специално за да участва в марша. Много други духовници от цялата страна се стичат в Селма за да вземат участие в него.
Насилието от Кървавата неделя и смъртта на Рийб предизвикват национално недоволство и множество актове на гражданско неподчинение, насочени както срещу щата Алабама, така и срещу федералното правителство. Тяхната цел е да бъде принудено федералното правителство да осигури охрана за протестиращите и нов федерален закон, който да гарантира на чернокожите правото да се регистрират за избори и гласуват без пречки. Президентът Линдън Джонсън, чиято администрация работи върху закон за избирателни права, свиква обща сесия на Конгреса на САЩ, която се предава по телевизията, на която той изнася реч, в която предлага на Конгреса да приеме Закона за избирателни права от 1965 г.
Губернаторът Уолас отказва да осигури охрана на протестиращите, което принуждава президента Джонсън да го направи. Третият марш започва на 21 март. Охранява се от 2000 войника от американската армия, 1900 души от Националната гвардия на Алабама под федерално командване и други сили за сигурност. Маршът пристига в Монтгомъри на 24 март и на 25 март е пред Капитола на Алабама. Събитията карат хиляди да се присъединят към протеста и така 25 000 души навлизат в Монтгомъри в марш в подкрепа на избирателните права на чернокожите.